# 1987
Évszázadok: 19. század – 20. század – 21. század
Évtizedek: 1930-as évek – 1940-es évek – 1950-es évek – 1960-as évek – 1970-es évek – 1980-as évek – 1990-es évek – 2000-es évek – 2010-es évek – 2020-as évek – 2030-as évek
Évek: 1982 – 1983 – 1984 – 1985 –  1986 – 1987 – 1988 – 1989 – 1990 – 1991 – 1992

## Események

### Január
- január 1.
  - Visszaállítják Magyarországon a kétszintű bankrendszert, újra megjelenhetnek a kereskedelmi bankok.
  - A Csemadokot visszaveszik a Nemzeti Frontba.[1]
- január 8. – A „Kerbala V” fedőnevű hadművelet kezdetét veszi Horramsahrtól északnyugatra.
- január 13. – Budán, a Rutén utcai rezidenciája előtt egy ismeretlen símaszkos férfi öt lövést ad le Kolumbia budapesti nagykövetére, Enrique Parejo Gonzálezre. (A világ akkori legnagyobb kokainkartelljének, a medellíni kartell megbízásából végrehajtott merényletet a diplomata túlélte.)[2]
- január 22. – Az iráni csapatok áttörik az iraki vonalakat, s Baszra 10 km-es körzetébe érnek.
- január 24. – A KISZ KB kiadja a „Jövőnk a tét” felhívását.

### Február
- február 17. – Bécsben megkezdődnek a NATO és a Varsói Szerződés tagországai közötti tárgyalások az európai hagyományos erőkről.[3]
- február 26. –  Inflációellenes célzatú bérbefagyasztás Jugoszláviában.[4]
- február 27. – A Magyar Nemzetiségű Dolgozók Tanácsának bukaresti ülésén Nicolae Ceaușescu az Erdély története című könyv kapcsán súlyos vádakkal illeti Magyarországot.[5]

### Március
- március 6. – Paskai Lászlót II. János Pál pápa esztergomi érsekké nevezi ki.[6]
- március 11. – 
  - Harmadszor is szövetségi kancellárrá választják Helmut Kohlt.[7]
  - Fél éven belül másodszor értékeli le a konvertibilis valutákhoz képest 8%-kal a forintot a Magyar Nemzeti Bank.
- március 27. – Az Észak-atlanti Tanács rendkívüli ülése után Lord Carrington, a NATO főtitkára felajánlja jószolgálatait a Görögország és Törökország között az Égei-tengerrel kapcsolatban kirobbant vita megoldásának elősegítésére.[3]

### Április
- április 9–11. – Mihail Gorbacsov látogatást tesz Csehszlovákiában.[1]

### Május
- május 15. – Lazar Mojsov váltja Sinan Hasanit a jugoszláv államelnöki székben.[8]
- május 17. – Két iraki repülőgép megtámadja a Stark nevű amerikai fregattot; a támadásban 37 amerikai tengerész meghal, további 21 pedig megsebesül.

### Június
- június 4. – A Német Szövetségi Köztársaság parlamentje hivatalosan támogatja azt a javaslatot, amely az Európában telepített közepes hatótávolságú (INF) és a rövidebb hatótávolságú (SRINF) rakéták felszámolását irányozza elő.[3]
- június 5. – A kanadai kormány elhatározza, miszerint az Európába kijelölt megerősítő csapatait az északi térségből a közép–európai térségbe irányítja át.[3]
- június 17. - A Német Demokratikus Köztársaság államtanácsa határozatot hoz a halálbüntetés eltörléséről.[9]
- június 19. – Helmut Kohl, a Német Szövetségi Köztársaság kancellárja javaslatot tesz egy közös francia–német dandár felállítására.[3]
- június 25.
  - Németh Károly a Magyar Népköztársaság Elnöki Tanácsa elnöke.[10]
  - Megalakul a Grósz Károly vezette új kabinet.[11]
- június 26–27. – A Jugoszláv Kommunisták Szövetségének Központi Bizottsági (JKSZ KB) ülésének állásfoglalása szerint a koszovói albán nacionalizmus Jugoszlávia legnagyobb problémája.[4]

### Július
- július 11. – Megszületik a Föld ötmilliárdodik lakója Zágrábban.
- július 13. – Megszűnik a bukaresti Tankönyvkiadó kolozsvári magyar szerkesztősége.[5]
- július 20. – Az ENSZ Biztonsági Tanácsa meghozza 598. számú határozatát, mely követeli az irak-iráni háború tűzszünetének bevezetését és a béketárgyalások megkezdését, továbbá javasolja, hogy egy nemzetközi bizottság vizsgálja ki, ki is a felelős a háború kirobbantásáért.
- július 22. – Mihail Gorbacsov szovjet vezető bejelenti, hogy a Szovjetunió kész eltávolítani az összes közepes hatótávolságú nukleáris fegyverzetet, beleértve a Szovjetunió ázsiai részében lévőket is, az amerikai–szovjet INF szerződéssel összefüggésben.[3]
- július 23. – A genfi amerikai–szovjet fegyverkorlátozási tárgyalásokon a szovjet fél javaslatot tesz, amelyben elfogadja a „kettős nulla” megoldás elvét, mely szerint globálisan felszámolják a szárazföldi telepítésű, közbeeső hatótávolságú szovjet és amerikai rakétákat (LRINF és SRINF).[3]
- július 31. – Mekkában, az iráni zarándokok között vérfürdőt rendeznek.

### Augusztus
- augusztus 20. – Hágában a Nyugat-európai Unió szakértői mérlegelik a közös fellépés lehetőségét az Arab-öbölben az olajszállítási útvonalak biztosítása érdekében.[3]
- augusztus 26. – Jugoszláviában kirobban az Agrokomerc (boszniai agráripari kombinát) 220 milliárd dináros fedezetlen váltó kibocsátásának botránya. (Számos vezető politikus, köztük Hamdija Pozderac alelnök bukását eredményezi.)[4]
- augusztus 28–30. – Az USA ellenőrei megtekintik a Minszk körzetében végrehajtásra kerülő katonai hadgyakorlatot. (Ez az első ellenőrzés, amelyet az 1986-os stockholmi okmány alapján hajtanak végre.)[3]

### Szeptember
- szeptember 7–11. – Erich Honecker, a Német Demokratikus Köztársaság államfője és a Német Szocialista Egységpárt főtitkára hivatalos látogatást tesz a Német Szövetségi Köztársaságban.[12]
- szeptember 13. – Az SPD 50,5% szavazattal a mandátumok 54%-át szerzi meg a brémai választásokon és egyedül alakít kormányt.
- szeptember 13. – A goiâniai baleset: Goiânia egyik elhagyott kórházában két hajléktalan eltulajdonít és felnyit egy otthagyott céziumot tartalmazó kapszulát, erősen radioktív anyagot szabadítva ki a környezetbe, amely súlyos következményekkel jár a térségben.
- szeptember 23–24. – Slobodan Milošević győzelme a Szerb Kommunista Szövetség KB VIII. plénumán.
- szeptember 27. – A Magyar Demokrata Fórum (MDF) megalakulása Lakitelken.[6]

### Október
- október 5–7. – A szovjet katonai ellenőrök megtekintik a Törökországban folyó NATO hadgyakorlatot. (Ez az első ellenőrzés a Szövetség országaiban, amelyet az 1986-os stockholmi okmány alapján hajtanak végre.)[3]
- október 7. – Általános, a politikai elítéltekre is kiterjedő amnesztia a Német Demokratikus Köztársaságban.[9]
- október 10. – A Fidzsi-szigetek új államformája: köztársaság.
- október 15. – Thomas Sankara elnök meggyilkolása
- október 19. – Jugoszláviában életbe lép a Mikulić-kormány gazdasági és antiinflációs programja. (A kormányfő a gazdasági hanyatlás okaként azt jelöli meg, hogy nem piacorientált a jugoszláv gazdaság.)[4]
- október 20. – Kizárják a pártból (a JKSZ-ből) Fadil Hoxha veterán koszovói albán politikust, mert nem tudta megfékezni az albán nacionalista erőket.[4]
- október 25. – Az albán és az albánellenes tüntetések miatt a jugoszláv hatóságok rendkívüli biztonsági intézkedéseket léptetnek életbe Koszovóban.[4]
- október 26. – Az USA kereskedelmi embargót rendel el Irán ellen, s feloldását az 598. számú határozat elfogadásához kötötte.
- október 27. – A Nyugat-európai Unió külügy- és védelmi miniszterei elfogadják az „Európai Biztonság Érdekeinek Platformját”.[3]

### November
- november 12. – Megalakul a Pénzügykutató Rt., igazgatója Tardos Márton.
- november 15. – Munkásmegmozdulás a romániai Brassóban.[5]
- november 17. – Jugoszláviában 24,6%-kal értékelik le a dinárt.[4]
- november 27. – A magyar kormány dönt a világútlevél bevezetéséről[6] (életbe lép: 1988. január 1-jén)

### December
- december 7–11. – A Világörökség Bizottság 11. ülésszakán 41 új helyszínt vesznek fel a világörökségi helyszínek listájára, köztük Hollókő ófalut, és a Budapesti Duna-partot a mellette lévő budai Várnegyeddel.[13]
- december 8. – 
  - Washingtonban Gorbacsov főtitkár és Reagan elnök aláírja a közepes hatótávolságú rakétákat felszámoló egyezményt (INF).[14]
  - Az USA és a Szovjetunió szerződést köt az atomrobbantások kölcsönös megfigyelésére.[3]
- december 10.
  - Háromnapos washingtoni csúcstalálkozó után Ronald Reagan amerikai elnök és Mihail Gorbacsov szovjet vezető ígéretet tesz a hadászati fegyverek jelentős csökkentésére, és utasítja a genfi tárgyalókat, hogy fogalmazzanak meg egy megállapodást az 1972. évi ABM (SALT) megállapodással összhangban.[3]
  - Az Emberi Jogok Egyetemes Nyilatkozatának évfordulóján tartott ellenzéki tüntetést Prágában a rendőrség oszlatja szét.[1]
- december 14. – Leváltják Ivan Stambolićot, a Szerb Köztársaság elnökségének elnökét. (Az indok az albán nacionalizmus nem megfelelő kezelése.)[4]
- december 17. – Gustáv Husák – életkorára hivatkozva – lemond Csehszlovákia Kommunista Pártja főtitkári tisztéről. (Utódául Miloš Jakešt választják.)[1]

### Határozatlan dátumú események
- március – Megjelenik a Nova Revija című folyóirat Szlovénia jövőjével foglalkozó különszáma. (A „Szlovén tavasz” reformmozgalom kibontakozásának kezdete.)[4]
- december – Első Intifada kezdete.[15]

## Az év témái

### 1987 a filmművészetben
- A Procidis kiadó által, Albert Barillé rendezésében napvilágot lát az Egyszer volt, hol nem volt... az Élet című rajzfilmsorozat.
- A Fox csatorna elkezdi vetíteni minden idők legsikeresebb sitcom (helyzetkomédia) sorozatát, az Egy rém rendes család-ot.
- február - A Magyar Televízió leadja a Szomszédok című teleregény próbaadását.[forrás?]
- Ebben az évben készült el a Garfield Hollywoodba megy (Garfield és barátai - Hollywood-i kalandok) (Garfield Goes Hollywood)

### 1987 az irodalomban
- június 5. Kányádi Sándor bejelenti, hogy kilép a Romániai Írószövetségből.[5]
- december 20. Huszár Sándor bejelenti, hogy kilép a Romániai Írószövetségből.[5]
- Ebben az évben osztották ki az első Bram Stoker-díjat.

### 1987 a sportban
- Egerszegi Krisztina úszó felnőtt Európa-bajnoki 4. és 5. helyezett (200 és 100 m hát), valamint amerikai bajnokságban 4. 5. helyezés[16]
- Nelson Piquet megnyeri harmadik Formula–1-es világbajnoki címét a Williams F1-Honda autójával
- Az MTK-Vörös Meteor nyeri az NB 1-et. Ez a klub 19. bajnoki címe

### 1987 a vasúti közlekedésben
- 1987. január 11-én este, 20.30 körül történt a budapesti fogaskerekű vasút történetének eddigi legsúlyosabb, két járművezető életét követelő balesete. A szerencsétlenségben egy fékhiba miatt elszabadult szerelvény rohant bele a vele szemben közlekedő vonatba, a mentést ráadásul komolyan nehezítették a zord időjárási körülmények.

### 1987 a zenében
- Steven Wilson megalapítja a Porcupine Tree nevű brit progresszív rock együttest.
- A Kispál és a Borz elkészíti első demóját.
- Megalakul a The Cross együttes Roger Taylor vezetésével.
- Megalakul a Nirvana rockegyüttes.

#### Albumok
- Napoleon Boulevard: II.
- Agnetha Fältskog: I stand alone (utolsó szólólemeze 2004 előtt)
- Bryan Adams: Into the Fire
- Bee Gees: E.S.P.
- Céline Dion: Incognito
- Chris Norman: Different Shades
- Cher: Cher
- Eros Ramazzotti: In certi momenti
- Korda György: Egy kis romantika
- Cseh Tamás–Bereményi Géza: Utóirat
- Whitesnake: 1987
- The Monkees: Pool It!
- INXS: Kick
- Joe Cocker: Unchain My Heart
- Irene Cara: Carasmatic
- Foreigner: Inside Information
- Deep Purple: The House of Blue Light
- Depeche Mode: Music for the Masses
- Donna Summer: All Systems Go
- Dolly Roll: Játék az élet
- Gary Moore: Wild Frontier
- Fleetwood Mac: Tango in the Night
- George Michael: Faith
- Guns N’ Roses: Appetite for Destruction
- Omega: Babylon
- Madonna: You Can Dance
- Madonna: Who’s That Girl
- Magyar Mise - rockoratórium
- Laura Branigan: Touch
- Motörhead: Rock ’n’ Roll
- Mike Oldfield: Islands
- Michael Jackson: Bad
- Fun Fun: Double Fun
- Pet Shop Boys: Actually
- Pink Floyd: A Momentary Lapse of Reason
- Richard Sanderson: Reality
- Red Hot Chili Peppers: The Uplift Mofo Party Plan
- Sabrina Salerno: Sabrina
- Sinéad O’Connor: The Lion and the Cobra
- Supertramp: Free as a Bird
- REO Speedwagon: Life as We Know It
- Ricchi e Poveri: Pubblicità
- Roger Waters: Radio K.A.O.S.
- Sepultura: Schizophrenia
- Sting: …Nothing Like the Sun
- Simply Red: Men and Women
- Whitney Houston: Whitney
- Zorán: Szép Holnap
- Zoltán Erika: Szerelemre születtem
- Aerosmith: Permanent Vacation
- U2: The Joshua Tree
- Def Leppard: Hysteria
- Whitesnake: 1987
- Prince: Sign o' the Times

## Születések

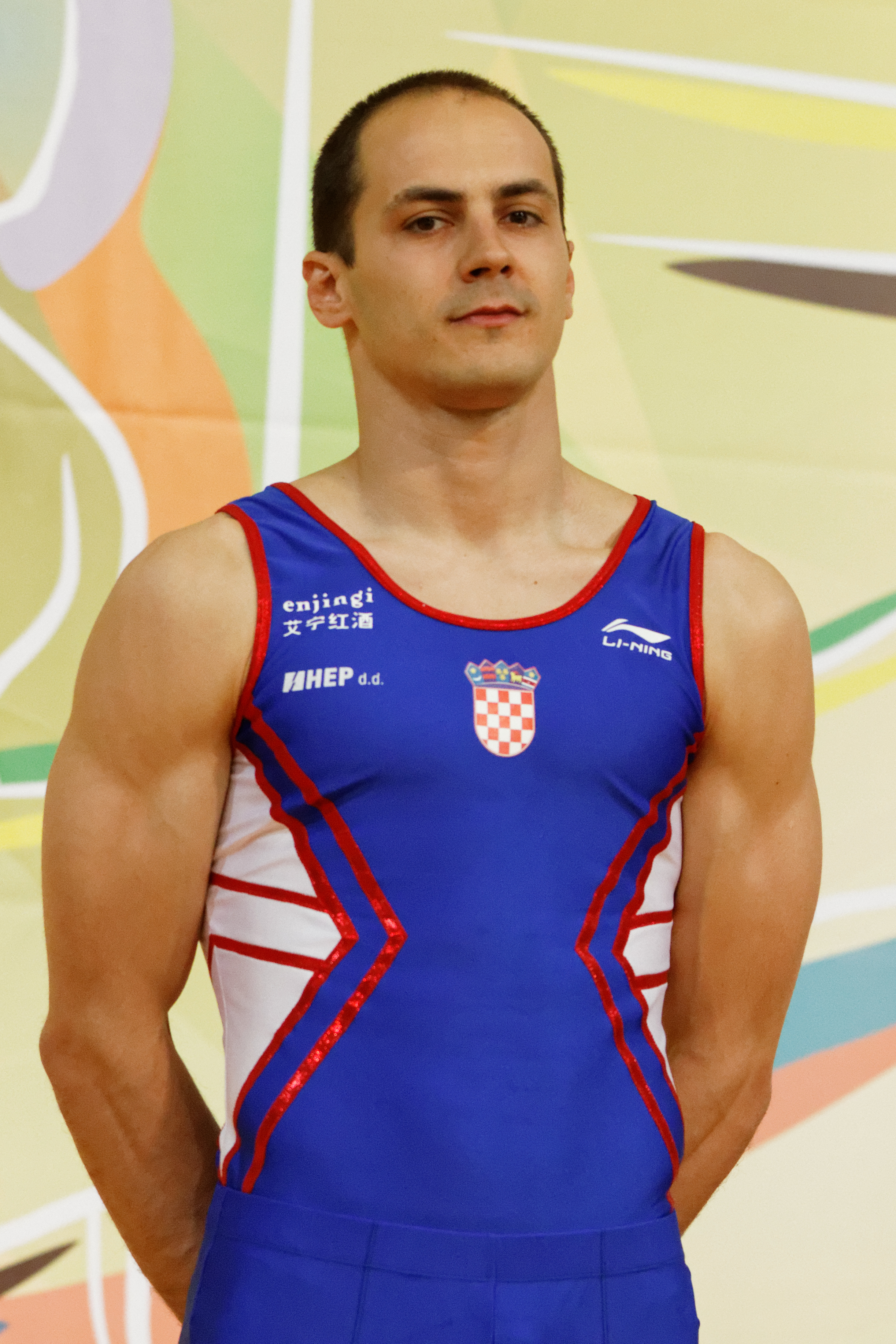
Marijo Možnik

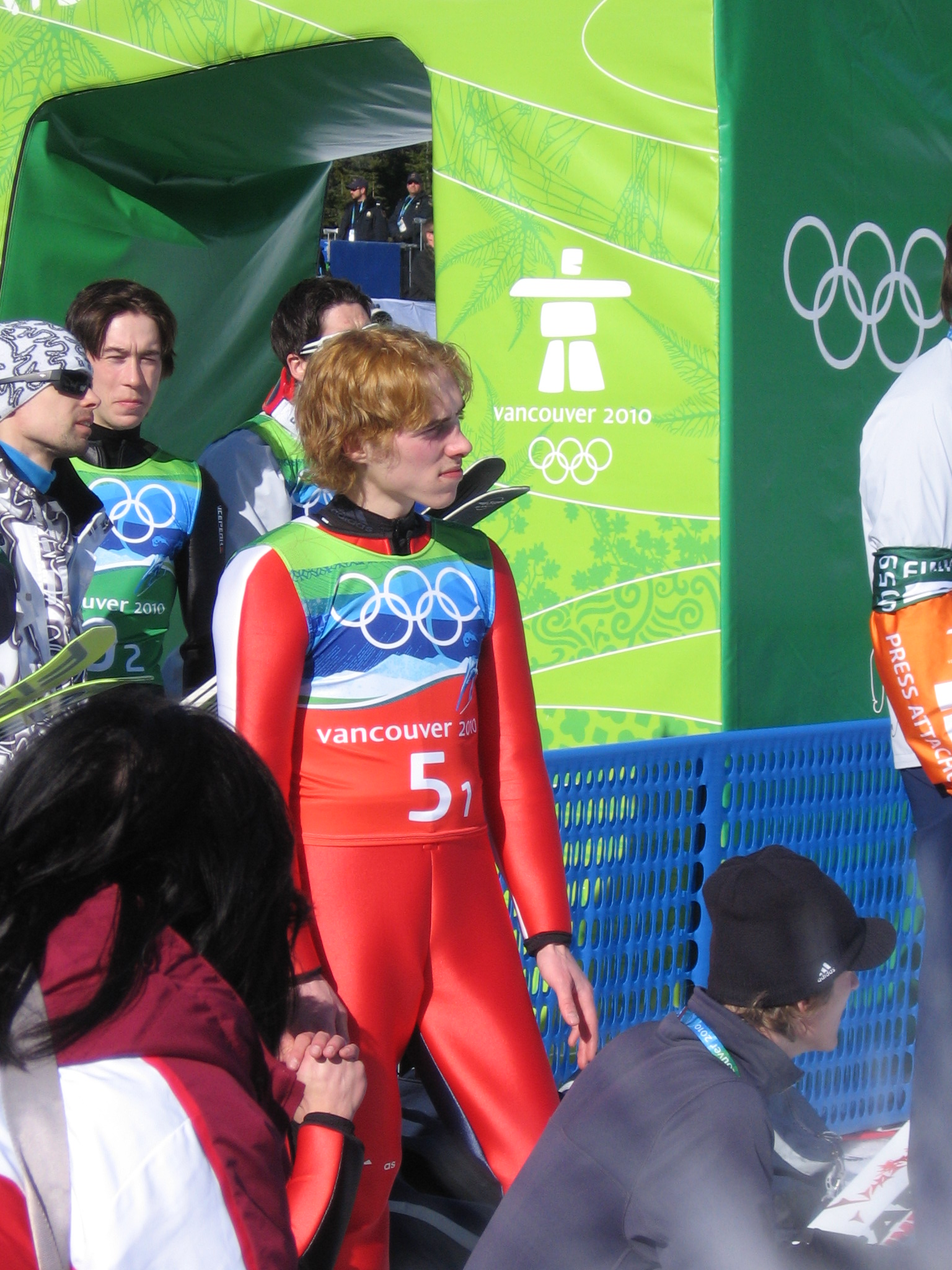
Antonín Hájek

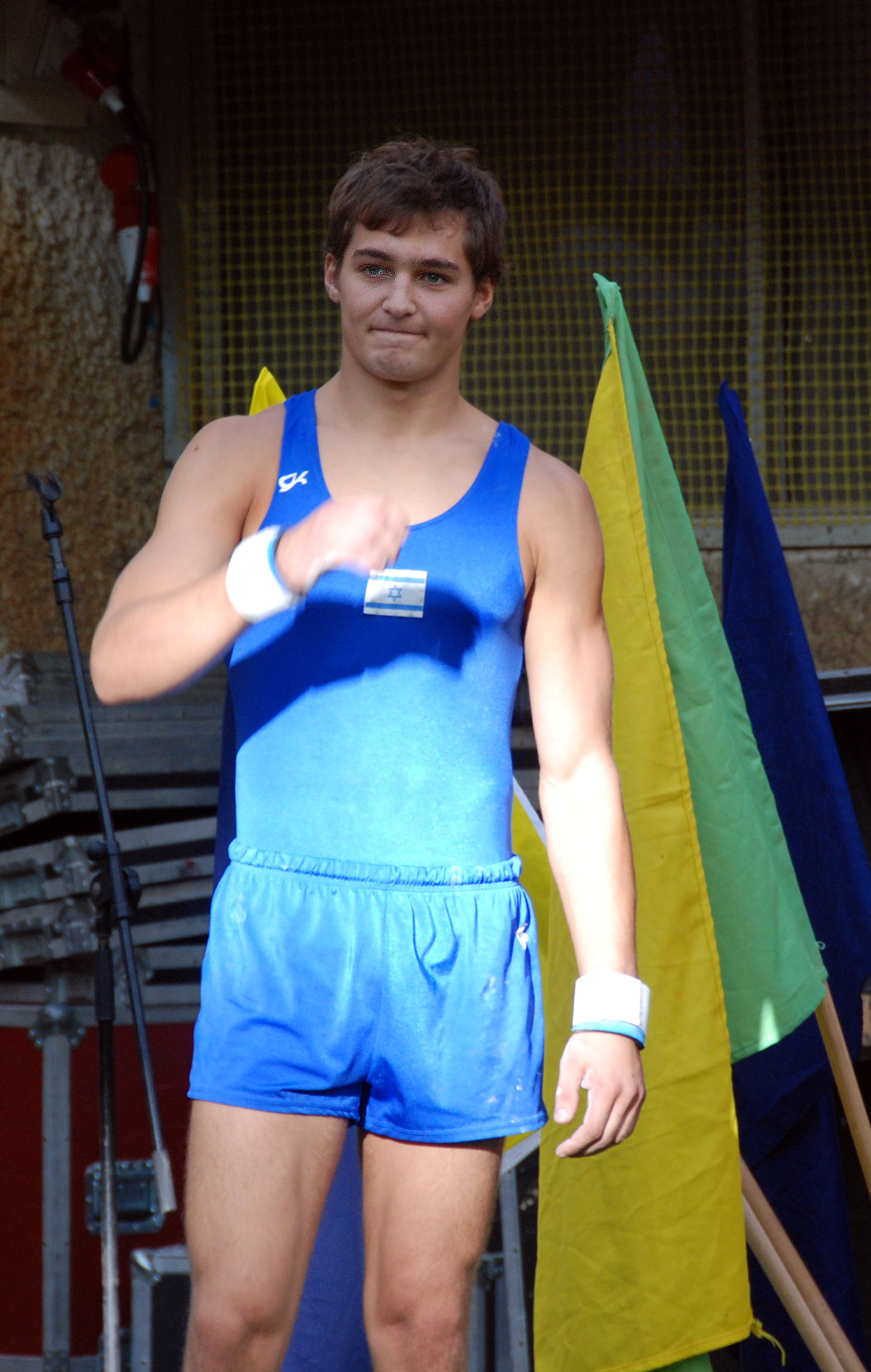
Alexandr Shatilov

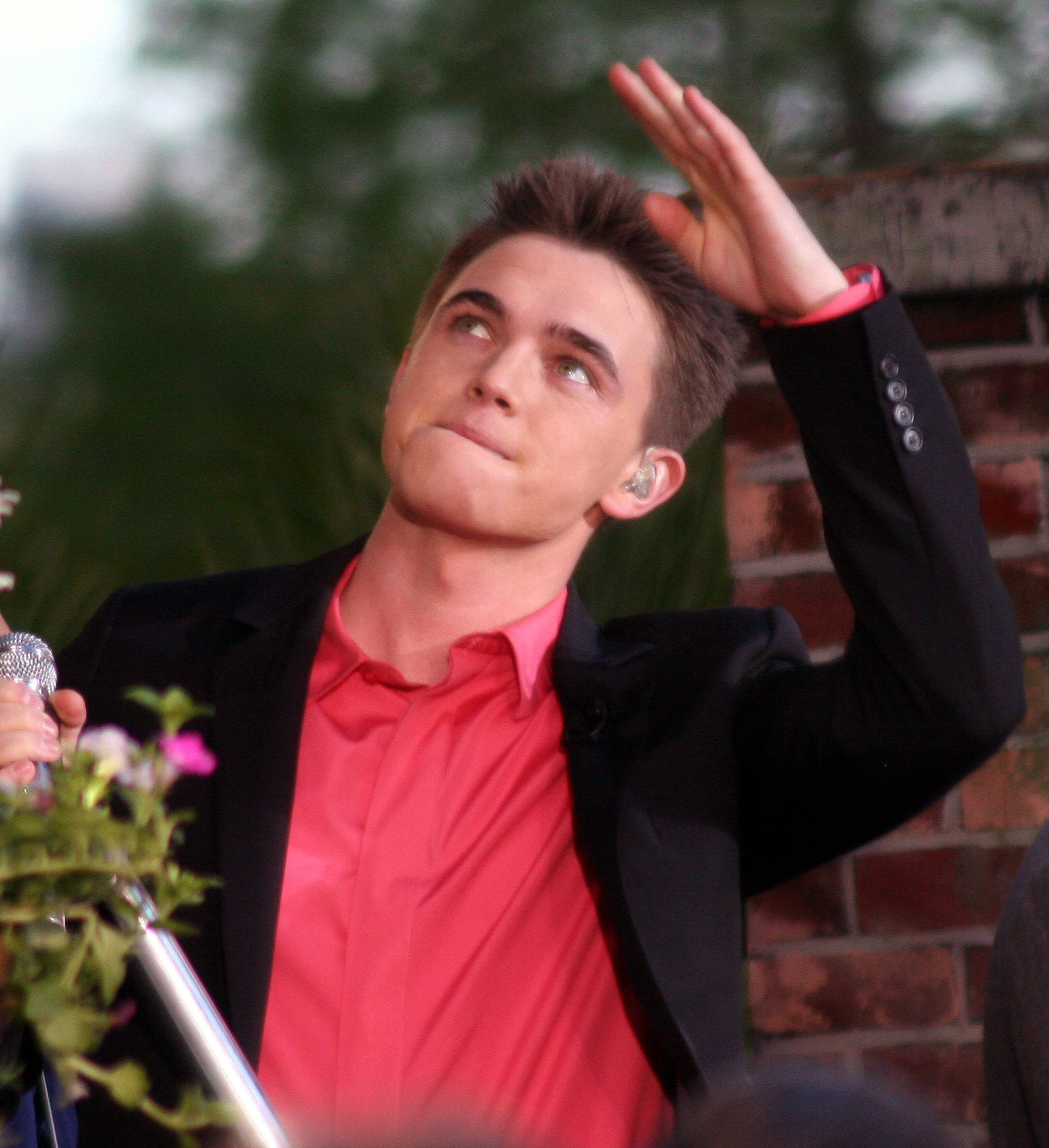
Jesse McCartney

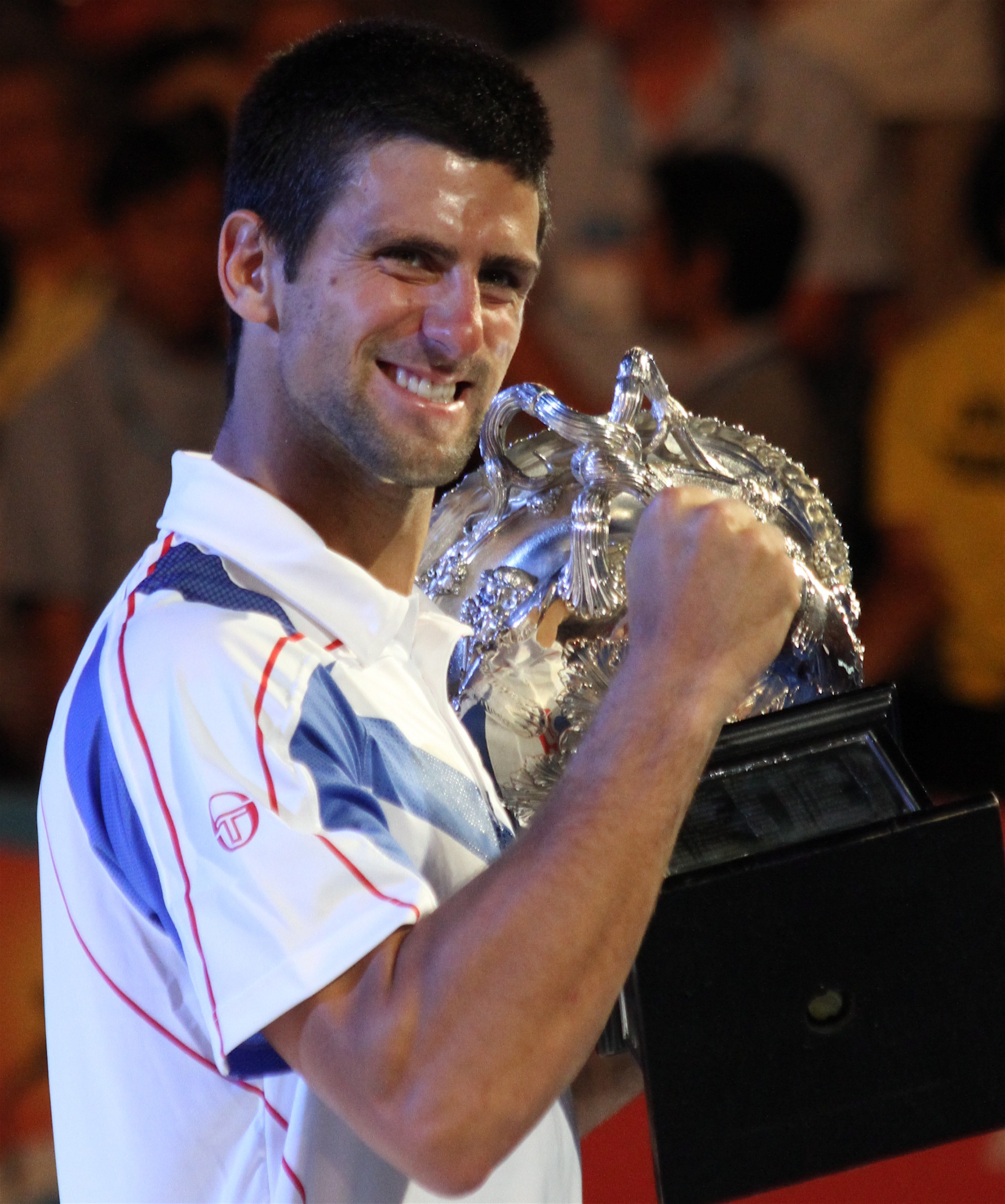
Novak Đoković

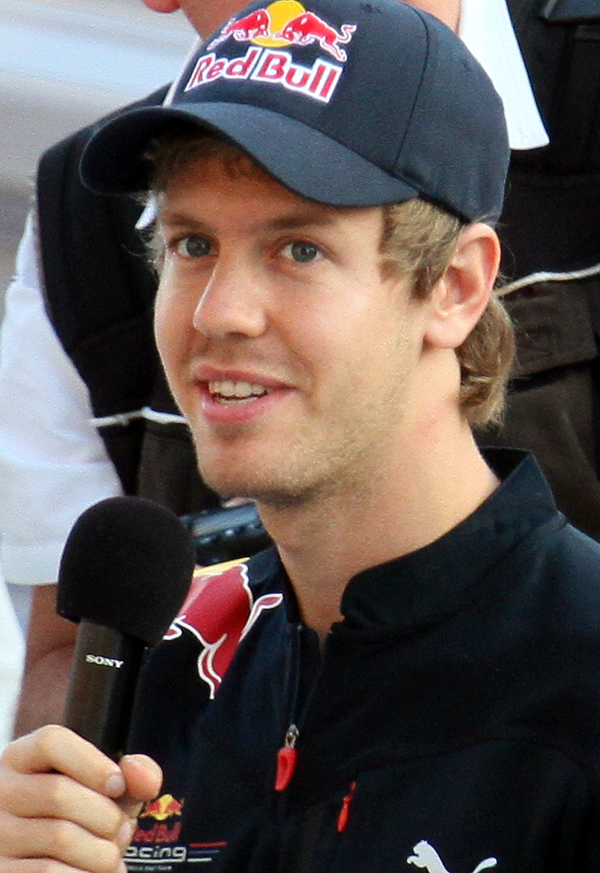
Sebastian Vettel

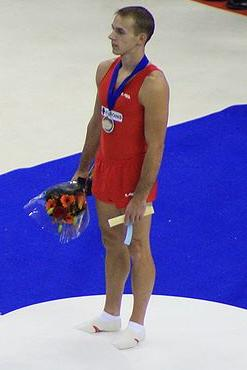
Flavius Koczi

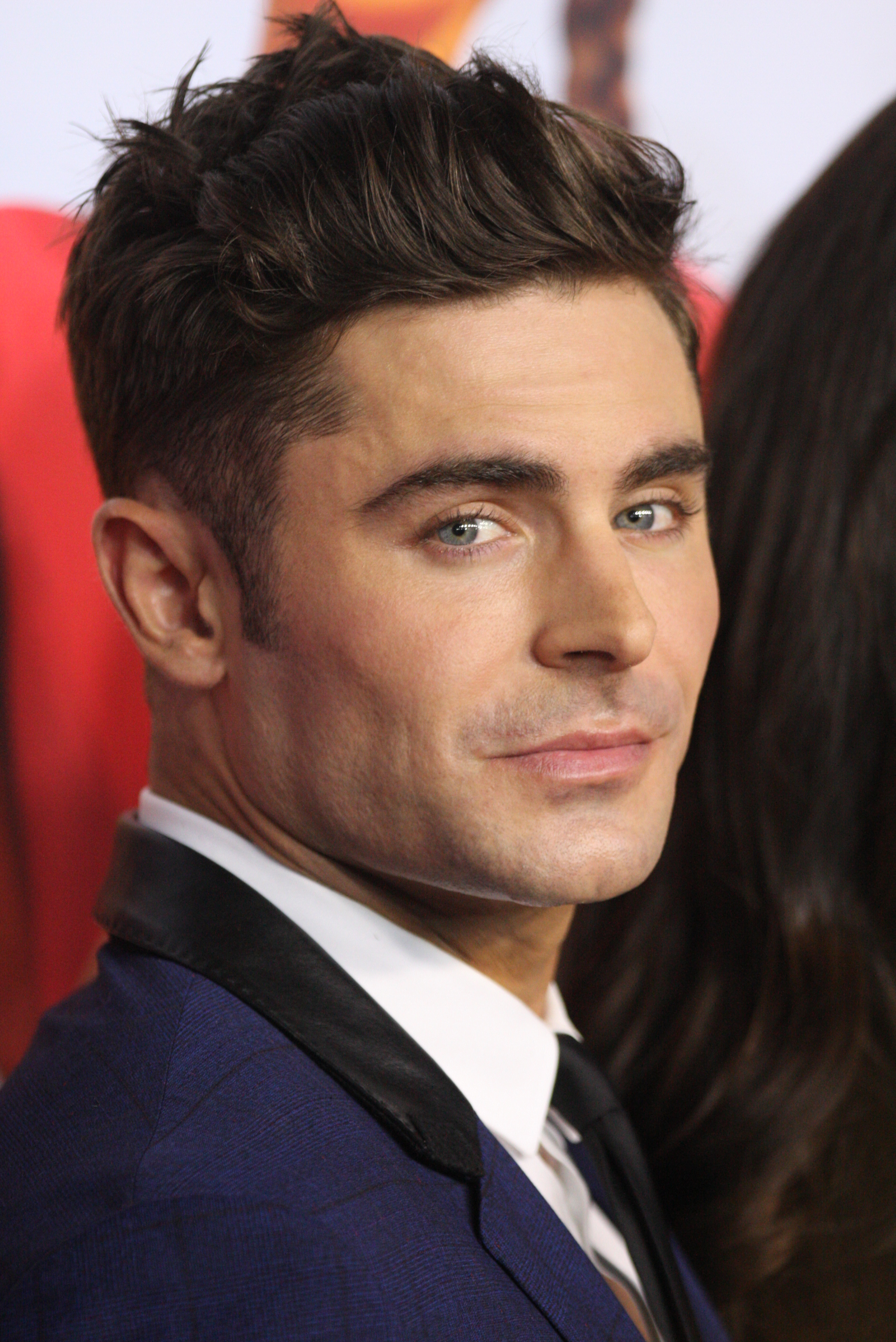
Zac Efron

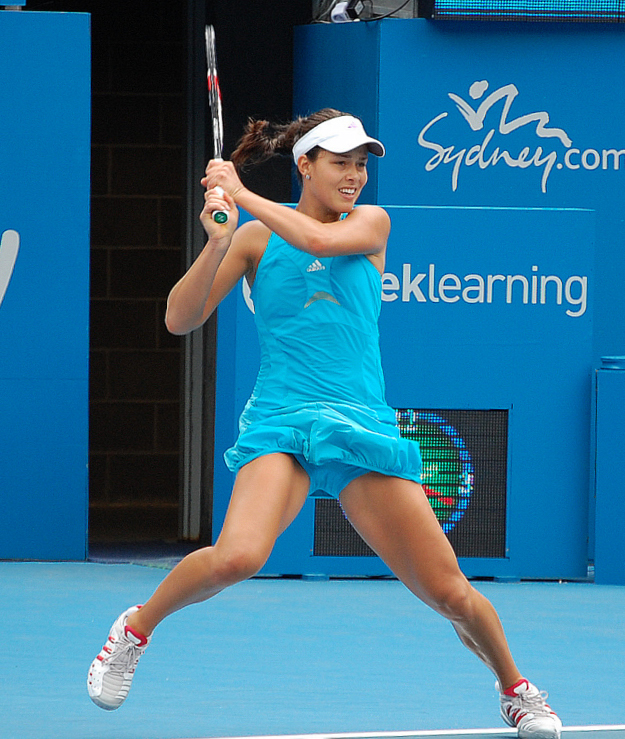
Ana Ivanović

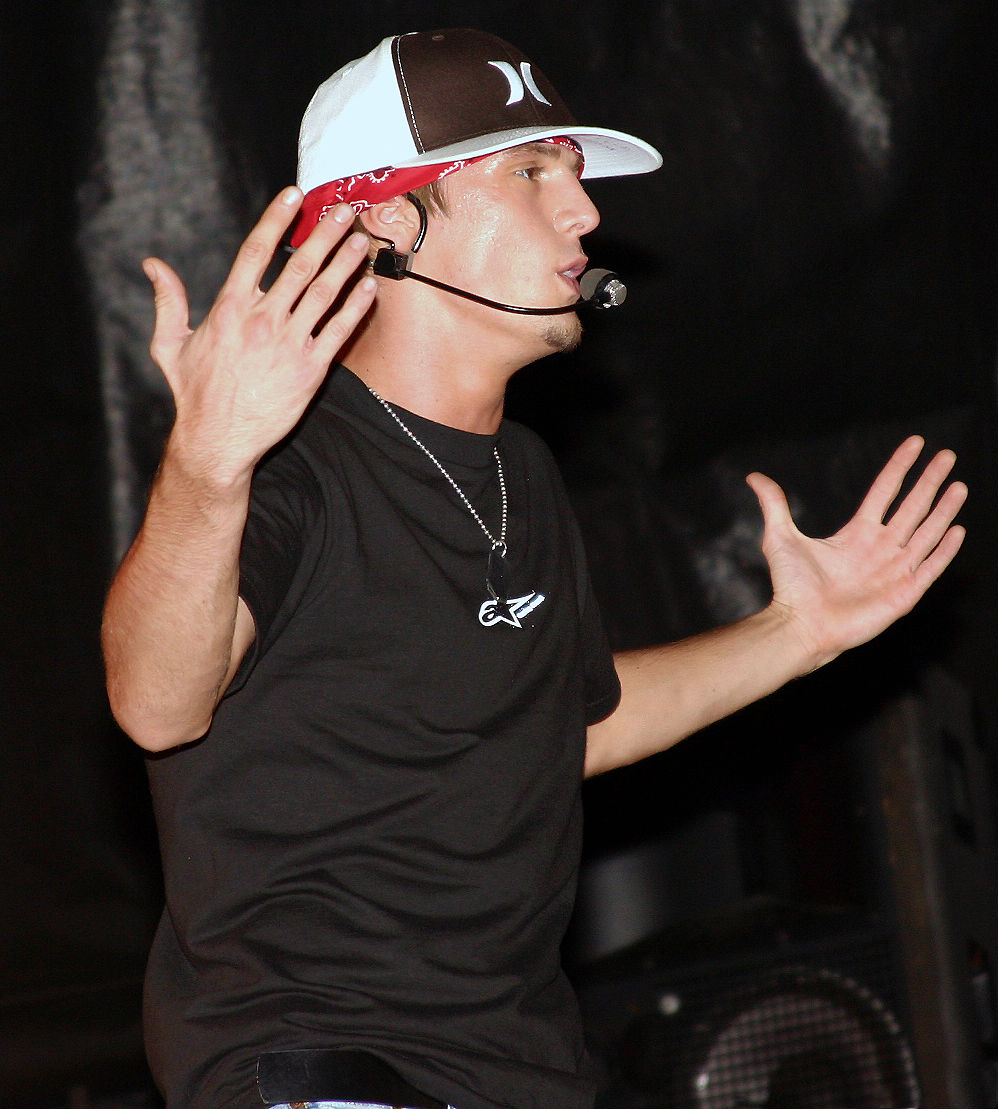
Aaron Carter

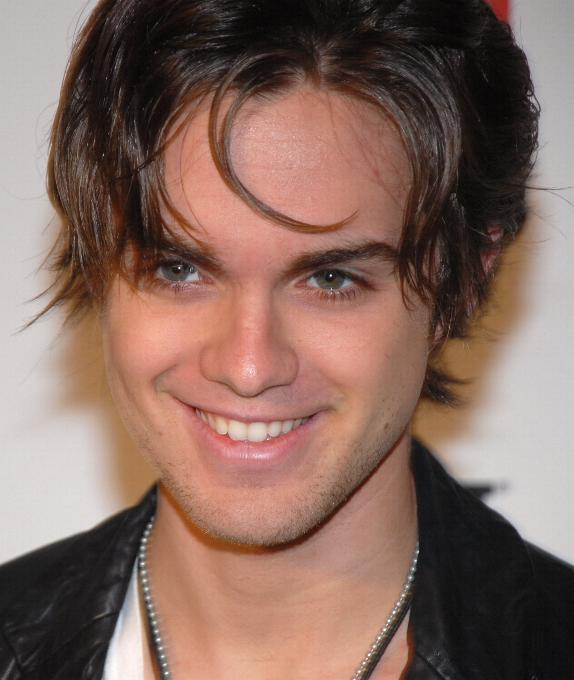
Thomas Dekker

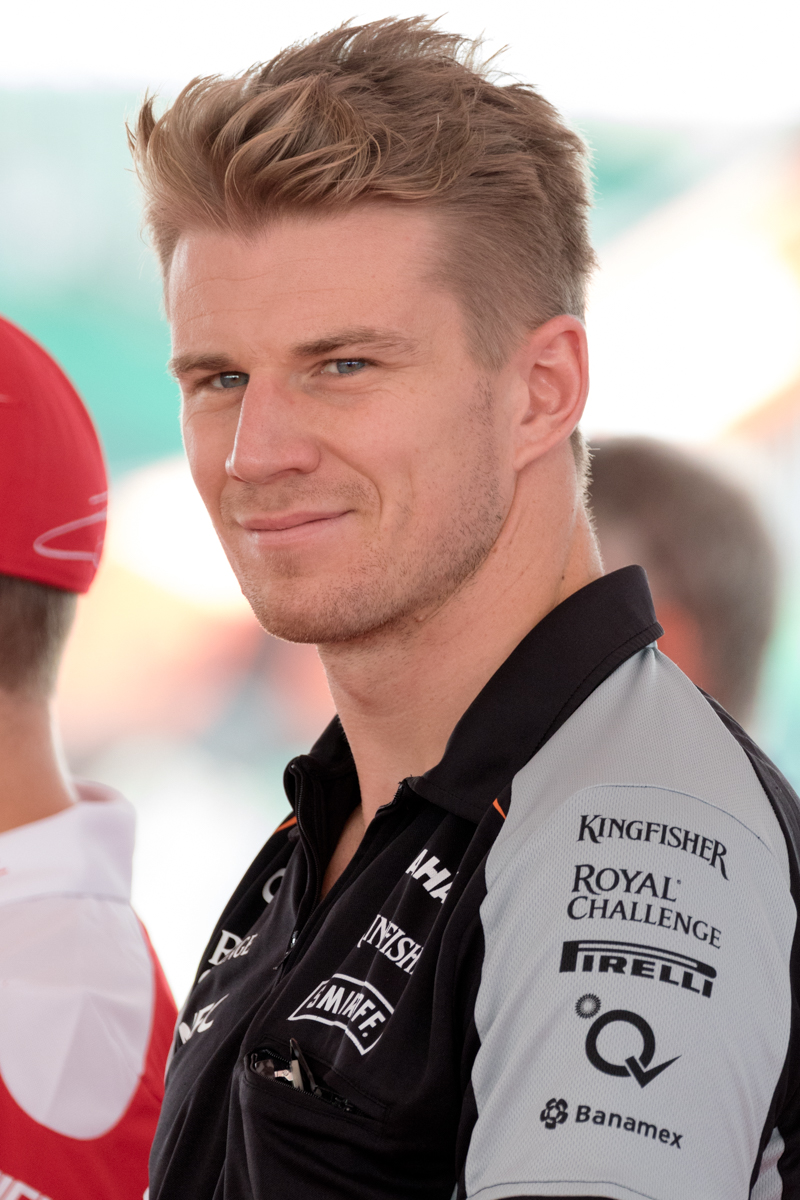
Nico Hülkenberg

- január 2. – Nadja Higl szerb úszónő
- január 8. – Francesco Dell’Uomo olasz műugró
- január 9.
  - Nagy Péter magyar kenus
  - Luka Čadež szlovén műkorcsolyázó
  - Paolo Nutini félig olasz származású brit énekes, dalszerző
- január 10. – César Cielo Filho brazil úszó
- január 13. – Oliver James angol labdarúgó
- január 16. – Jake Epstein kanadai színész
- január 18.
  - Johan Djourou svájci labdarúgó
  - Mezei Léda magyar színésznő
  - Marijo Možnik horvát tornász
- január 20.
  - Evan Peters amerikai színész
  - Marco Simoncelli olasz motorversenyező († 2011)
- január 25. – Marija Kirilenko orosz teniszezőnő
- január 28. – Sylvia Diamond magyar pornószínésznő
- január 30. – Arda Turan török labdarúgó
- február 2. – Gerard Piqué spanyol labdarúgó
- február 5.
  - Jiří Jedlička cseh úszó
  - Yang Dongwon dél-koreai tornász
- február 8. – Carolina Kostner olasz műkorcsolyázó
- február 9. – Bata Éva magyar színésznő
- február 11. – Hullám Attila magyar labdarúgó
- február 12. – Antonín Hájek cseh síugró
- február 13. – Raushee Warren amerikai ökölvívó
- február 15. – Boulsevicz Beatrix magyar úszónő
- február 16. – Luc Bourdon kanadai jégkorongozó († 2008)
- február 21. – Ashley Greene amerikai színésznő/modell
- február 23. – Ivancsics Gellért magyar labdarúgó
- március 1.
- Liszkai Szilveszter magyar kézilabdázó
  - Kesha, amerikai énekesnő
- március 11. – Ngonidzashe Makusha, zimbabwei atléta
- március 13.
  - Szebeny Miklós, magyar atléta
  - Michael Rock, angol úszó
- március 16.
  - Alekszandr Szmisljajev orosz síakrobata
  - Józan László magyar színművész
- március 17. – Bobby Ryan amerikai jégkorongozó
- március 18. – Rebecca Soni, amerikai úszónő
- március 21. – Jurij Rjazanov, orosz tornász[17]
- március 22. – Alexandr Shatilov, izraeli tornász
- március 27. – Francisco A. Limardo Gascon, venezuelai kardvívó
- március 29. – Varga Dénes olimpiai bajnok magyar vízilabdázó
- március 31. – Nordin Amrabat, marokkói születésű holland labdarúgó
- április 2. – Murinai Barnabás, magyar labdarúgó
- április 5.
  - Martha Matsa, görög úszónő
  - Hárai Balázs, magyar vízilabdázó
- április 9. – Jesse McCartney, amerikai énekes és színész
- április 10. – Hayley Westenra, új-zélandi énekesnő
- április 15. – Aisea Tohi, tongai atléta
- április 17. – Bencsik Tamara, énekesnő, a Balkan Express énekesnője
- április 19. – Marija Sarapova orosz teniszezőnő
- április 20. – John Patrick Amedori, amerikai színész
- április 27. – William Moseley, angol színész
- május 4. – Cesc Fàbregas, spanyol labdarúgó
- május 12. - Istenes Bence magyar műsorvezető, énekes
- május 13. – Hunter Parrish amerikai színész
- május 15. – Andy Murray, skót teniszező
- május 16. – Viktor Pfeifer, osztrák műkorcsolyázó
- május 20. – Dósa Mátyás, magyar gyerekszínész
- május 22. – Novak Đoković, szerb teniszező
- május 23. – Makány Balázs, magyar úszó
- május 26. – Demir Atasoy, török úszó
- május 29. – Yanet Bermoy, kubai judós
- június 2. – Zubcsek Dénes, magyar úszó
- június 6. – Yahel Castillo, mexikói műugró
- június 7. – Bisztritsányi Dávid, magyar vízilabdázó
- június 10. – Chong He, kínai műugró
- június 22. – Joseph Dempsie, angol színész
- június 24.
  - Lionel Messi, argentin labdarúgó
  - Nicholas Robinson-Baker, angol műugró
  - Scott Robertson, ausztrál műugró
- június 26. – Samir Nasri, francia labdarúgó
- június 29. – Gal Nevo, izraeli úszó
- július 1. – Claudio Pätz, svájci curlingjátékos
- július 3. – Sebastian Vettel, német Formula–1-es autóversenyző
- július 6. – Matt O’Leary, amerikai színész
- július 11. – Szélpál Tamás, magyar labdarúgó
- július 14. – Mészáros Anett magyar Európa-bajnok cselgáncsozó
- július 15. – Max Van Ville amerikai színész
- július 22. – Ilja Glebov észt jégtáncos
- július 24. – Lionel Messi, argentin labdarúgó
- július 25. – Michael Welch, amerikai színész
- július 29. – Jena Lee, francia énekesnő
- augusztus 5. - Karácson Tamás "Fluor", magyar énekes, dalszövegíró, zeneszerző
- augusztus 7. – Sidney Crosby, kanadai jégkorongozó
- augusztus 8. – Katie Leung, skót színésznő
- augusztus 10. – Lorenzo Zanetti, olasz motorversenyző
- augusztus 18. – Mika Boorem amerikai színésznő
- augusztus 19. – Nico Hülkenberg német autóversenyző
- augusztus 21. – Cody Kasch amerikai színész
- augusztus 21. – Anton Shipulin olimpiai aranyérmes, és háromszoros világbajnoki ezüstérmes orosz biatlon versenyző
- augusztus 25.
  - Renny Quow trinidadi atléta
  - Decker Attila világbajnok magyar válogatott vízilabdázó
- augusztus 26. – Flavius Koczi, román tornász
- szeptember 1.
  - Christian Träsch, német labdarúgó
  - Molnár Tamás, magyar labdarúgó
- szeptember 2.
  - Tóth Ágota, magyar gyorskorcsolyázónő[18]
  - Scott Moir, kanadai műkorcsolyázó
- szeptember 3. – Benk András, magyar jégkorongozó
- szeptember 4. – Gideon Louw, dél-afrikai úszó
- szeptember 7. – Carolina Colorado, kolumbiai úszónő
- szeptember 8. – Marcel Nguyen, német tornász
- szeptember 9.
  - Clayton Snyder, amerikai színész
  - Alexandre Song, kameruni labdarúgó
- szeptember 11.
  - Tyler Hoechlin, amerikai színész
  - Szepesi Nikolett, magyar úszónő
- szeptember 14. – Manuel Koll, osztrák műkorcsolyázó
- szeptember 19.
  - Varga Viktor, magyar énekes
  - Danielle Panabaker, amerikai színésznő
- szeptember 20. – Szergej Vodopjanov, orosz amatőr ökölvívó
- szeptember 22. – Tom Felton, angol színész
- szeptember 28. – Hilary Duff, amerikai színésznő/énekesnő
- október 1. – Maro Joković, horvát vízilabdázó
- október 3. – Sergei Voronov, orosz műkorcsolyázó
- október 5.
  - Maxim Shipov, izraeli műkorcsolyázó
  - Jean Basson, dél-afrikai úszó
- október 11. – Mike Conley Jr. amerikai kosárlabdázó
- október 18. – Zac Efron amerikai színész/énekes
- október 24. – Charlie White, amerikai jégtáncos
- október 25. – Fabian Hambuechen, német tornász
- október 31. – yo-ka, a Diaura japán együttes énekese
- november 6. – Ana Ivanović, szerb teniszezőnő
- november 8. – Iszak Eszter magyar műsorvezető
- november 18. – Jake Abel, amerikai színész
- november 19. – Feng Csö kínai tornász
- november 22. – Martti Aljand, észt úszó
- november 23. – Mikel Thomas, trinidadi atléta
- december 2. – Isaac Promise, nigériai labdarúgó † 2019)
- december 3. – Michael Angarano, amerikai színész
- december 7. – Aaron Carter, amerikai énekes
- december 9. – Rácz Attila, magyar tornász
- december 12. – Kunal Sharma, amerikai színész
- december 16. – Chris Newman, ír színész
- december 18. – Molnár Áron, magyar színész, rapper
- december 23. – Alexandra Zaretski, izraeli jégtáncosnő
- december 25. – Felizardo Ambrosio, angolai kosárlabdázó
- december 28. – Thomas Dekker, amerikai színész
- december 30. – Jeanette Ottesen, dán úszónő

## Halálozások

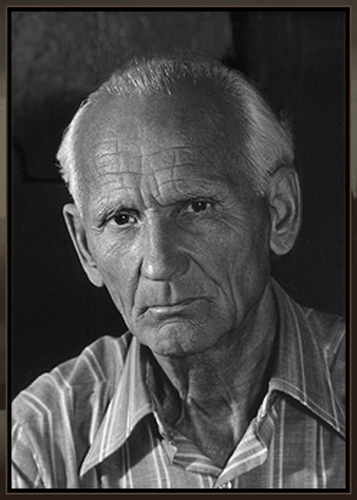
Benedek Jenő, id.

- január 25. – Rodolfo, eredeti nevén Gács Rezső bűvész (* 1911)
- február 4. – Liberace, amerikai zongoraművész (* 1919)
- február 5. – Gácsi Mihály, grafikus (* 1926)
- február 7. – Bognár Géza villamosmérnök, az MTA tagja (* 1909)
- február 22. – Andy Warhol, amerikai képzőművész (* 1928)
- március 3. – Szabó T. Attila nyelvész, történész, irodalomtörténész, néprajzkutató (* 1906)[5]
- március 13. – Bernhard Grzimek német zoológus, filmrendező (* 1909)
- március 29. – Kovács József, olimpiai ezüstérmes atléta, futó (* 1926)
- április 11. – Váradi Hédi, színésznő (* 1929)
- május 17. – Gunnar Myrdal Nobel-díjas (1974) svéd közgazdász (* 1898)
- május 24. – Ligeti Lajos, orientalista, egyetemi tanár (* 1902)
- május 26. – Major Ákos, jogász, hadbíró (* 1908)
- május 31. – Markos József (Alfonzó), színész, humorista (* 1912)
- június 22. – Fred Astaire, amerikai táncos, előadó (* 1899)
- június 27. – Althea Flynt, amerikai lapkiadó, Larry Flynt felesége (* 1953)
- július 9. – Vészi Endre, költő, író (* 1916)
- július 19. – Idősebb Benedek Jenő festő (* 1906)
- augusztus 17. – Rudolf Heß, náci vezető, Hitler egykori helyettese (* 1894)
- szeptember 1. – Haraszty Árpád, botanikus, egyetemi tanár, a biológiai tudományok kandidátusa (* 1907)
- szeptember 2. – Kun Szilárd, olimpiai ezüstérmes, Európa-bajnok sportlövő (* 1935)
- szeptember 8. – Gordon Gollob osztrák vadászrepülőgép-pilóta (* 1912)
- szeptember 9. – Garai Gábor, költő, író, műfordító (* 1929)
- szeptember 21. – Jaco Pastorius, amerikai jazz basszusgitáros és zeneszerző (* 1951)
- október 11. – Szalay Sándor, magyar fizikus, a magyar atommagkutatás megalapítója (* 1909)
- október 20. – Sulyok Mária, színésznő (* 1908)
- november 16. – Dömötör Tekla, magyar néprajztudós (* 1914)
- november 18. – Jákó Vera, magyar nótaénekesnő (* 1934)
- november 21. – Demján Éva, Jászai Mari-díjas magyar előadóművész, érdemes művész (* 1912)
- november 26. – Rockenbauer Pál, magyar felfedező, földrajztudós, filmrendező (* 1933)
- november 28. – Arma Paul (eredeti nevén Weisshaus Imre), magyar származású francia zeneszerző, zongoraművész, zeneetnológus (* 1905)
- december 10. – Ábel Olga újságíró, író, műfordító (* 1905)
- december 10. – Jascha Heifetz, zsidó-litván származású amerikai hegedűművész (* 1901)
- december 29. – Száraz György, író (* 1930)

## Nobel-díjak
| Fizikai            | J. Georg Bednorz német (NSZK) és K. Alexander Müller svájci fizikusok                      |
| Kémiai             | Donald J. Cram amerikai, Jean-Marie Lehn francia és Charles J. Pedersen amerikai kémikusok |
| Orvosi-fiziológiai | Tonegava Szuszumu japán kémikus                                                            |
| Irodalmi           | Joseph Brodsky, orosz származású amerikai író                                              |
| Béke               | Óscar Arias Sánchez Costa Rica-i politikus, elnök                                          |
| Közgazdasági       | Robert M. Solow, amerikai közgazdász                                                       |